# Hottentotta hoggarensis
Espèce
Hottentotta hoggarensis est une espèce de scorpions de la famille des Buthidae.

## Distribution
Cette espèce est endémique d'Algérie. Elle se rencontre dans le Hoggar.

## Description
La femelle holotype mesure 60,7 mm.

## Étymologie
Son nom d'espèce, composé de hoggar et du suffixe latin -ensis, « qui vit dans, qui habite », lui a été donné en référence au lieu de sa découverte, le Hoggar.

## Publication originale
- Lourenço & Leguin, 2014 : « Une nouvelle espèce d’Hottentotta Birula, 1908 pour le massif du Hoggar en Algérie (Scorpiones, Buthidae); conséquences biogéographiques sur la répartition du genre. » Revista Ibérica de Aracnología, no 24, p. 15-18 (texte intégral).